# Спілка економістів України
Спілка економістів України — добровільна незалежна громадська організація українських вчених-економістів, наукових та інженерно-технічних працівників підприємств і установ різних галузей економіки, працівників державних органів та органів місцевого самоврядування, фінансових та банківських установ, викладачів, аспірантів та студентів вищих навчальних закладів економічного профілю, а також представників колективних членів.

## Історія
Спілка економістів України була створена 14 листопада 1990 року у Києві як потужне об'єднання науковців найвищої кваліфікації. Громадська організація утворилась шляхом реорганізації Республіканського правління Всесоюзного економічного товариства у зв’язку з прийняттям Декларації про державний суверенітет України та Закону України «Про економічну самостійність України». Створення спілки відбулось на Всеукраїнській Установчій конференції економістів .

## Діяльність
Спілка економістів України є неприбутковою організацією. Має статус всеукраїнської. Сьогодні відкриті наукові секції та осередки цієї організації у всіх областях та у столиці України.
Спільнота економістів щорічно проводить тисячі наукових конференцій, економічних форумів, круглих столів та лекцій. Пропозиції, прогнози та рекомендації щодо питань економічної політики членів об'єднання надсилають Президенту України, комітетам Верховної Ради України, профільним міністерствам, відомствам та органам місцевого самоврядування. Також організація публікує звіти та видає наукові економічні збірники.

## Місія
Основна місія Спілки економістів України полягає у розв’язанні невідкладних проблем у сфері соціально-економічного розвитку країни; підвищенні її рівня конкурентоспроможності на світових ринках; подоланні системної кризи; та досягненні високих стандартів соціального захисту і рівня життя населення.

## Керівництво
З 2003 року президентом цієї організації є академік Академії економічних та Академії інженерних наук, «Заслужений економіст України» (1996) та член Координаційної ради Міжнародного союзу економістів Оскольський Валентин Володимирович.

## Члени спілки
Загальна кількість членів спілки на теперішній час — 30 тис. чол.
У 2016 році до складу організації входили 3 Герої України, 9 академіків та членів-кореспондентів НАН України, 7 академіків галузевих національних академій наук, 21 академік Академії економічних наук України, 32 доктори економічних наук, 34 професори, 11 кандидатів наук, 11 Заслужених економістів України, 7 Заслужених діячів науки та техніки України, 1 Заслужений працівник транспорту України.